# 아머드 사우루스
《아머드 사우루스》는 2021년에 방영하였던 대한민국의 특촬물 드라마이다.

## 개요
최첨단 기계 수트를 장착한 공룡로봇에 소년, 소녀 조종사들이 지구를 침략한 외계 기계 공룡 군단과 맞서 싸우는 줄거리로 개요가 전개되며 CG 라이브액션물이다. 공룡과 파일럿의 우정과 그리고 그들의 성장기를 그리고 있다.

## 방송 일시
| 방송 채널 | 방송일                            | 방송 시간 |
| --------- | --------------------------------- | --------- |
| SBS       | 2021년 11월 4일 ~ 2022년 4월 21일 | 종료      |
| SBS       | 2022년 7월 7일 ~ 10월 27일        | 종료      |

## 등장인물

### 주요인물
- 김서진[1]: 진 역
- 정지수 : 세나 역
- 이세온 : 용후 역
- 문소희 : 아인 역
- 유재연 : 한결 역

### 디아머
- 이도엽 : 최철 사령관 역
- 유보영 : 이수현 부사령관 역
- 서은하 : 지강은 전술 작전팀 지휘관 역
- 유담희 : 레시아스 역
- 지동 : 빅터 역

### 적대세력
- 케빈 : 카이저 역
- 정헌 : JJ 역

### 제작진
- 기획 대원미디어
- 배급 대원미디어
- 기확 SBS
- 제작 대원미디어, 스튜디오이온, 아카데미과학
- 저작권 대원미디어, 스튜디오이온, 아카데미과학

## 대구/경북지역 민방 프로그램
대구/경북 지역은 평일 (목) 오후 5시 45분에 방송되고 주말 오전 7시 30분에 방송되는 재방송은 전국방송이다.
- TBC - 생방송 굿데이